# Olszewice (województwo kujawsko-pomorskie)
Olszewice – wieś w Polsce, położona w województwie kujawsko-pomorskim, w powiecie inowrocławskim, w gminie Inowrocław.

## Podział administracyjny
W latach 1975–1998 miejscowość położona była w województwie bydgoskim.

## Demografia
Według Narodowego Spisu Powszechnego (III 2011 r.) wieś liczyła 93 mieszkańców. Jest 41. co do wielkości miejscowością gminy Inowrocław.

## Zabytki
Według rejestru zabytków NID na listę zabytków wpisany jest zespół pałacowy z poł. XIX w.:
- pałac (ruina), nr rej.: A/231/1 z 28.07.1987
- park, nr rej.: A/163 z 16.03.1987.